# Sztuczna inteligencja

Hierarchia: (z ang.) AI zawiera ML, ML zawiera DL

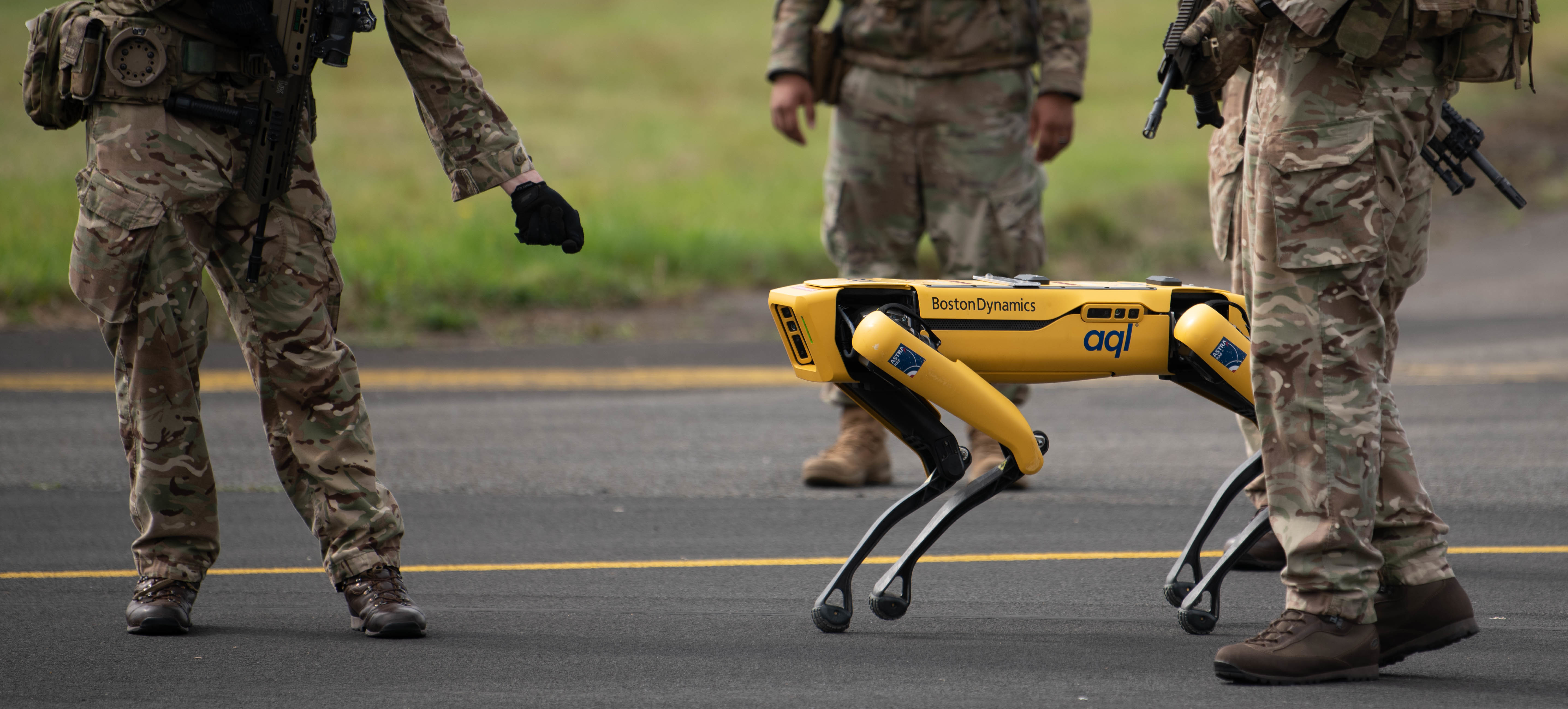
Robot Boston Dynamics, posiadający cechy sztucznej inteligencji, podczas testów armii Wielkiej Brytanii

Sztuczna inteligencja, SI (ang. artificial intelligence, AI) – inteligencja wykazywana przez urządzenia obliczeniowe (w przeciwieństwie do inteligencji naturalnej). W potocznym rozumieniu jest ona często używana w kontekście ogólnej sztucznej inteligencji. W informatyce i kognitywistyce oznacza także tworzenie modeli i programów symulujących choć częściowo zachowania inteligentne. Sztuczna inteligencja jest także przedmiotem rozważań filozofii (filozofia sztucznej inteligencji) oraz przedmiotem zainteresowania nauk społecznych.
Termin „sztuczna inteligencja” wymyślił John McCarthy w 1956 na konferencji w Dartmouth. Andreas Kaplan i Michael Haenlein definiują sztuczną inteligencję jako „zdolność systemu do prawidłowego interpretowania danych pochodzących z zewnętrznych źródeł, nauki na ich podstawie oraz wykorzystywania tej wiedzy, aby wykonywać określone zadania i osiągać cele poprzez elastyczne dostosowanie”. Sztuczną inteligencją zajmowali się m.in. Marvin Minsky, John McCarthy, Alan Turing, Edward Feigenbaum, Raj Reddy, Judea Pearl, Allen Newell, Herbert A. Simon.
Sztuczna inteligencja ma dwa podstawowe znaczenia:
- jest to hipotetyczna inteligencja realizowana w procesie technicznym, a nie naturalnym;
- jest to nazwa technologii i dziedzina badań naukowych informatyki i kognitywistyki czerpiąca także z osiągnięć psychologii, neurologii, matematyki i filozofii.

Głównym zadaniem badań nad sztuczną inteligencją w drugim znaczeniu jest konstruowanie maszyn i programów komputerowych zdolnych do realizacji wybranych funkcji umysłu i ludzkich zmysłów, niepoddających się numerycznej algorytmizacji. Problemy takie bywają nazywane AI-trudnymi i zalicza się do nich między innymi:
- podejmowanie decyzji w warunkach braku wszystkich danych,
- analiza i synteza języków naturalnych,
- rozumowanie logiczne/racjonalne,
- automatyczne dowodzenie twierdzeń,
- komputerowe gry logiczne, np. szachy, go,
- inteligentne roboty,
- systemy eksperckie i diagnostyczne.

Sztuczna inteligencja jest powiązana z obszarami uczenia maszynowego, logiki rozmytej, widzenia komputerowego, obliczeń ewolucyjnych, sieci neuronowych, robotyki i sztucznego życia.
Algorytmy sztucznej inteligencji często określane są mianem czarnej skrzynki, z powodu trudności w zrozumieniu ich działania, gdy ilość danych i parametrów jest duża. W przypadku, gdy mamy mały model, zrozumienie zasady działania nie sprawia problemu. Jednak gdy ilość danych i parametrów się zwiększa, jest to praktycznie niemożliwe, aby zrozumieć, w jaki sposób te algorytmy podejmują decyzje. Były jednak próby opracowania matematycznej teorii, jak naprawdę działają te algorytmy (sieci neuronowe), z uwzględnieniem modelu GPT.

## Techniki

### Sieci neuronowe

Uproszczony schemat jednokierunkowej sieci neuronowej. Poszczególne „kółka” oznaczają sztuczne neurony, z wyjątkiem zielonych i żółtych, które oznaczają odpowiednio wejście i wyjście.

Sieć neuronowa opiera się na zbiorze połączeń, znanych również jako sztuczne neurony, które stanowią analogię neuronów w biologicznym mózgu. Jest ona trenowana do rozpoznawania wzorców, a po przeszkoleniu może rozpoznawać te wzorce w świeżych danych. W najprostszej postaci posiada wejście, co najmniej jedną ukrytą warstwę połączeń i wyjście. Każde połączenie posiada funkcję aktywacji, która pozwala na przesyłane informacji do następnej warstwy. Sieć jest zazwyczaj nazywana głęboką siecią neuronową, jeśli ma co najmniej 2 ukryte warstwy.
Jednokierunkowe sieci neuronowe pozwalają na przesył informacji tylko w jednym kierunku. Rekurencyjne sieci neuronowe łączy z sobą wyjście z wejściem, co pozwala na tworzenie pamięci krótkotrwałej, a najbardziej popularnym rodzajem tych sieci jest długa pamięć krótkotrwała. Konwolucyjne sieci neuronowe skupiają się na połączeniach pomiędzy neuronami, które są blisko siebie, co jest krytyczne w przetwarzaniu obrazów.

### Uczenie głębokie
Uczenie głębokie używa wielu warstw sieci neuronowej, dzięki czemu możliwe jest operowanie na cechach wysokiego poziomu. Dla przykładu, w przetwarzaniu obrazu, niższe warstwy (bliżej wejścia) mogą wykrywać krawędzie natomiast wyższe warstwy (bliżej wyjścia) mogą przetwarzać koncepcje bliższe ludziom jak liczby, litery czy twarze. 

### Duże modele językowe
Duże modele językowe (LLM) jak wstępnie przeszkolony transformator generatywny (GPT) generują tekst oparty na związkach semantycznych pomiędzy słowami i zdaniami. Tekstowe duże modele językowe bazują na dużym korpusie pobranym z różnych stron w Internecie. Wstępny trening polega na nauczeniu predykcji następnego tokena, po czym następuje docelowy trening mający na celu poprawę użyteczności, wiarygodności i poprawie bezpieczeństwa. Do tego celu stosowana jest technika RLHF. Według stanu na 2025 rok LLM-y są podatne na generowanie fałszywych informacji nazywanych halucynacjami, a sam problem potrafi się pogarszać w miarę używania tych modeli do rozumowania.

## Historia badań
Powstanie sztucznej inteligencji przewidziała Ada Lovelace w latach 40. XIX wieku.
W 1950 roku Alan Mathison Turing zaproponował, by możliwość udawania człowieka w zdalnej rozmowie uznać za test inteligencji maszyn (test Turinga). W latach 50. XX wieku zorganizowano pierwsze seminarium poświęcone SI (tzw. Warsztaty w Dartmouth), a także powstało pierwsze laboratorium AI na Carnegie Mellon University, założone przez Allena Newella i Herberta Simona i kilka lat później analogiczne laboratorium w Massachusetts Institute of Technology, założone przez Johna McCarthy’ego.
Termin „sztuczna inteligencja” został po raz pierwszy zaproponowany prawdopodobnie przez Johna McCarthy’ego, który w 1955 r. zdefiniował go w następujący sposób:
„konstruowanie maszyn, o których działaniu dałoby się powiedzieć, że są podobne do ludzkich przejawów inteligencji”.
Istnieją dwa podstawowe podejścia do pracy nad SI:
- Pierwsze to tworzenie modeli matematyczno-logicznych analizowanych problemów i implementowanie ich w formie programów komputerowych, mających realizować konkretne funkcje uważane powszechnie za składowe inteligencji. W tej grupie, tzw. podejścia symbolicznego, są np. algorytmy genetyczne, metody logiki rozmytej i wnioskowania bazującego na doświadczeniu.
- Drugie to podejście subsymboliczne, polegające na tworzeniu struktur i programów „samouczących się”, bazujących na modelach sieci neuronowej i sieci asocjacyjnych, oraz opracowywanie procedur „uczenia” takich programów, rozwiązywania postawionych im zadań i szukania odpowiedzi na wybrane klasy „pytań”.

W trakcie wieloletniej pracy laboratoriów i zespołów SI stosujących oba podejścia do problemu, okazało się, że postęp w tej dziedzinie jest i będzie bardzo trudny i powolny. Często mimo niepowodzeń w osiąganiu celów, laboratoria te wypracowywały nowe techniki informatyczne, które okazywały się użyteczne do zupełnie innych celów. Przykładami takich technik są np. języki programowania LISP i Prolog. Laboratoria SI stały się też „rozsadnikiem” kultury hakerskiej.
Najnowsze podejście do problemów SI to rozwijanie różnych form inteligencji rozproszonej (wzorowanej na organizacjach ludzkich, np. personoidy) oraz tzw. agentów autonomicznych i „inteligentnych”. Dziedzina ta nosi nazwę Technologii Inteligentnych Agentów (ang. Intelligent Agent Technology).
Sztuczna inteligencja stała się bardzo popularna wraz z powstaniem interaktywnej sztucznej inteligencji w postaci ChatGPT.
94 proc. polskich specjalistów i specjalistek IT o różnych poziomach doświadczenia wykorzystuje narzędzia SI w codziennej pracy, natomiast 28,7 proc. obawia się, że w ciągu najbliższych kilku lat sztuczna inteligencja zastąpi ich w pracy.
Od czasów powstania ChatGPT, mamy do czynienia z wyścigiem AI, głównie dużych modeli językowych. Najnowsze rozwiązania związane z tymi modelami to agenci AI, którzy dają możliwość wykonywania czynności, zazwyczaj poprzez komunikację z aplikacjami internetowymi oraz protokół MCP stworzony przez firmę Anthropic, który ułatwia komunikację modeli językowych z zewnętrznymi systemami lub usługami.

## Zastosowania
Sztuczna inteligencja jest stosowana od dekad w różnych dziedzinach gospodarki. W 1980 rynek AI miał rozmiar liczony w setkach milionów dolarów, a w roku 1988 był szacowany na miliardy dolarów i głównie skupiał się na zastosowaniach systemów eksperckich. W latach 90. XX wieku znajdowano coraz więcej zastosowań dla AI w technologiach informacyjnych takich jak robotyka przemysłowa, aplikacje bankowe, diagnostyka medyczna, rozpoznawanie mowy czy wyszukiwarka Google. Kolejne dekady przyniosły dalsze zastosowania sztucznej inteligencji wraz z rosnącą mocą obliczeniową komputerów i wypracowaniem bardziej zaawansowanych technik. Lata dwudzieste XXI wieku przyniosły ekspansję AI .
W 2024 szacowano, że sztuczna inteligencja będzie miała wpływ na wzrost PKB w wysokości od 1,1 do 1,6% w przeciągu 10 lat. W 2023 roku w Polsce 3,7% przedsiębiorstw wykorzystywało AI, wskaźnik ten był niższy niż średnia UE (8%). W Stanach Zjednoczonych w 2023 roku 3,8% przedsiębiorstw korzystało z AI do produkcji dóbr i usług. W roku 2024 83% firm w Chinach i 48% firm w Polsce testowało lub wdrożyło generatywną sztuczną inteligencję w co najmniej jednym procesie biznesowym. Łączna wartość nakładów publicznych na AI w latach 2013-2023 w USA wyniosła 5,233 mld USD, w Niemczech 278 mln USD i Polsce 55,92 mln USD. Łączna wysokość prywatnych inwestycji na AI w 2024 roku w Stanach wyniosła 109,8 mld USD, w Europie 19,42 mld USD (w tym w Niemczech 1,97 mld USD), w Chinach 9,29 mld USD. W 2024 roku udział Polski w globalnych prywatnych inwestycjach w sztuczną inteligencję wyniósł 0,05%.

### Generatywna sztuczna inteligencja
Generatywna sztuczna inteligencja (GenAI) jest ogółem narzędzi, które korzystają z modeli generatywnych do tworzenia tekstu, obrazów, wideo czy innych formatów danych. Do generowania zawartości korzysta się z inżynierii podpowiedzi. W szczególności, duże modele językowe mogą być używane przez programistów do pisania kodu programów. Praktyka tworzenia programów komputerowych za pomocą sztucznej inteligencji (bez zrozumienia kodu źródłowego) określana jest jako „vibe coding”. Możliwości tej techniki są ograniczone, jako że sztuczna inteligencja nie radzi sobie w bardziej złożonych zastosowaniach. Duże modele językowe mogę być również wykorzystywane do rozwiązywania problemów matematycznych.

### Ekonomia
W ekonomii powszechnie stosuje się systemy automatycznie oceniające m.in. zdolność kredytową, profil najlepszych klientów czy planujące kampanie reklamowe. Systemy te poddawane są wcześniej automatycznemu uczeniu na podstawie posiadanych danych (np. klientów banku, którzy regularnie spłacali kredyt i klientów, którzy mieli z tym problemy).
Rozwiązania z zakresu AI są też używane w prognozowaniu i wykrywaniu oszustw. Przy użyciu m.in. regresji logistycznej systemy analizują zbiory danych w celu wychwytywania np. podejrzanych transakcji finansowych.

### Wojskowość
Sztuczna inteligencja znajduje zastosowanie w takich aspektach wojskowości jak autonomiczne systemy bojowe, wsparcie podejmowania decyzji i optymalizacji logistyki.
Wojskowe zastosowanie sztucznej inteligencji jest przyczyną wyścigu zbrojeń sztucznej inteligencji.

### Medycyna

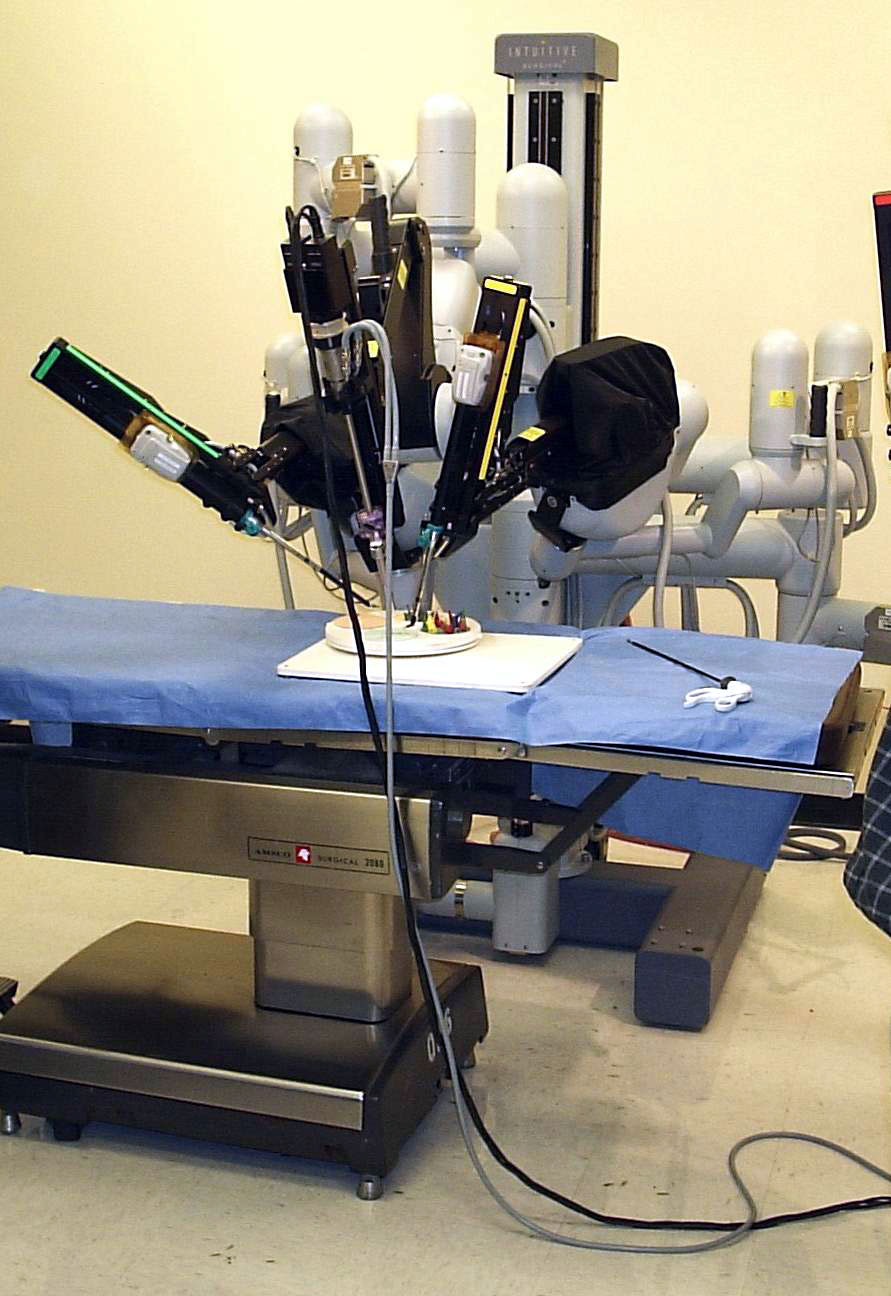
Ramię robota chirurgicznego da Vinci

Sztuczna inteligencja ma potencjał do transformacji medycyny. SI już teraz pomaga w wykonywaniu różnorodnych zadań, takich jak diagnostyka obrazowa, przewidywanie chorób, prowadzenie badań i zarządzanie danymi pacjentów. Algorytmy SI mogą analizować duże ilości danych szybciej i dokładniej niż ludzie, co może przynieść korzyści dla pacjentów i lekarzy.

### Gry
Sieci neuronowe są stosowane z powodzeniem w wielu zastosowaniach łącznie z programowaniem „inteligentnych przeciwników” w grach komputerowych czy też przechodzą całe gry.
Istnieją programy grające w szachy na poziomie wyższym niż arcymistrzowski, a poziom arcymistrzowski osiągają obecnie programy działające na mobilnych urządzeniach. Podobnie, stworzono program grający w Go, który pokonał światową czołówkę. Wcześniej podobne zwycięstwa odnosiły programy grające w warcaby, w tym warcaby polskie. Jak dotąd nie ma jednak programów skutecznie wygrywających np. w brydża sportowego.

### Inne zastosowania sztucznej inteligencji
- Technologie oparte na logice rozmytej – powszechnie stosowane np. do sterowania przebiegiem procesów technologicznych w fabrykach w warunkach „braku wszystkich danych”.
- Systemy eksperckie – systemy wykorzystujące bazę wiedzy (zapisaną w sposób deklaratywny) i mechanizmy wnioskowania do rozwiązywania problemów.
- Maszynowe tłumaczenie tekstów – systemy tłumaczące nie dorównują człowiekowi, robią intensywne postępy, nadają się szczególnie do tłumaczenia tekstów technicznych.
- Uczenie się maszyn – dział sztucznej inteligencji zajmujący się algorytmami potrafiącymi uczyć się, podejmować decyzje bądź nabywać wiedzę.
- Eksploracja danych – omawia obszary powiązanie z potrzebami informacyjnymi, pozyskiwaniem wiedzy, stosowane techniki analizy i oczekiwane rezultaty.
- Rozpoznawanie obrazów – stosowane są już programy rozpoznające osoby na podstawie zdjęcia twarzy lub rozpoznające automatycznie zadane obiekty na zdjęciach satelitarnych.
- Rozpoznawanie mowy i rozpoznawanie mówców – stosowane już powszechnie na skalę komercyjną.
- Rozpoznawanie pisma (OCR) – stosowane już masowo np. do automatycznego sortowania listów, rozpoznawania treści życiorysów[48] oraz w elektronicznych notatnikach.
- Inteligentne interfejsy – stosowane do zautomatyzowanego zarządzania, monitorowania, raportowania oraz podjęcia prób rozwiązywania potencjalnych problemów w procesach technologicznych.
- Analiza wideo w czasie rzeczywistym – znajduje zastosowanie m.in. w systemach monitoringu, systemach zarządzania ruchem samochodowym/pieszym i prognozowaniu takiego ruchu[49].

### Nieudane próby zastosowań
Programy wykorzystujące sztuczną inteligencję do sprawdzania prac domowych uczniów, generujące wynik już po kilku sekundach. W teorii bardzo dobre rozwiązanie problemu, który może być czasochłonny przy dużej ilości prac do sprawdzenia. Niestety, próba implementacji algorytmu nie powiodła się i na łamach portalu The Verge opisano historię, gdzie uczniowie złamali algorytm sztucznej inteligencji, która sprawdzała prace domowe uczniów, wykorzystując technikę obserwacji słów kluczowych.

## Etyka

### Sztuczna inteligencja a uprzedzenia
Systemy sztucznej inteligencji mogą przejawiać różnego rodzaju uprzedzenia np. rasowe lub seksistowskie, ze względu na stronniczość danych testowych i zjawisko nieświadomych uprzedzeń (unconscious bias). Może to rodzić poważne konsekwencje w zależności od miejsca, w którym sztuczna inteligencja ma zastosowanie.
Przykłady:
- Google Photos używał automatycznego tagowania zdjęć. Tagowano osoby czarnoskóre jako goryle[52].
- Systemy osadzania słów (ang. Word Embedding), jak Word2Vec (Google), GloVe (Uniwersytetu Stanforda), wiązały Meksykanów z przestępstwami a kobiety z pracami domowymi[53].
- System COMPAS (pomagający sędziom w Stanach Zjednoczonych w podejmowaniu decyzji) skojarzał przestępczość z osobami czarnoskórymi[54].

Problem uprzedzeń sztucznej inteligencji został przedstawiony w filmie dokumentalnym Zakodowane uprzedzenie z 2020 roku. Film dostępny jest w serwisie Netflix.

### Regulacja
Regulacja i polityka dotycząca sztucznej inteligencji jest nowym problemem w jurysdykcjach na całym świecie. Na rok 2022, większość krajów UE opublikowało swoją strategię AI, tak samo jak Kanada, Chiny, Japonia, Rosja i Stany Zjednoczone. W 2024 Rada Europy wprowadziła w życie pierwszą międzynarodową Konwencję ramową Rady Europy o sztucznej inteligencji, która została zaadaptowana przez Unię Europejską, Stany Zjednoczone, Wielką Brytanię i inne kraje.

## Filozofia
Debaty filozoficzne od zawsze miały na celu ustalenie natury inteligencji i sposobu tworzenia inteligentnych maszyn. Kolejnym ważnym zagadnieniem było to, czy maszyny mogą być świadome, oraz związane z tym implikacje etyczne. Wiele innych zagadnień filozoficznych jest istotnych dla sztucznej inteligencji, takich jak epistemologia i wolna wola. Szybki postęp zintensyfikował publiczne dyskusje na temat filozofii i etyki sztucznej inteligencji.

### Świadomość, wrażliwość i umysł maszyn
Odpowiedź na pytanie, czy maszyna może mieć umysł, świadomość i stany mentalne w tym samym sensie co ludzie, jest tematem debaty wśród filozofów umysłu. Ta kwestia rozważa wewnętrzne doświadczenia maszyny, a nie jej zewnętrzne zachowanie. Główny nurt badań nad sztuczną inteligencją uważa tę kwestię za nieistotną, ponieważ nie wpływa ona na cele tej dziedziny: budowania maszyn, które mogą rozwiązywać problemy za pomocą inteligencji. Stuart Russell i Peter Norvig dodają, że dodatkowy projekt uczynienia maszyny świadomą dokładnie w taki sposób, w jaki są świadomi ludzie, nie jest tym, co jesteśmy w stanie podjąć.

### Komputacjonizm i funkcjonalizm
Komputacjonizm to stanowisko w filozofii umysłu, zgodnie z którym umysł ludzki jest systemem przetwarzania informacji, a myślenie jest formą obliczeń. Komputacjonizm twierdzi, że relacja między umysłem a ciałem jest podobna lub identyczna do relacji między oprogramowaniem a sprzętem, a zatem może być rozwiązaniem dylematu psychofizycznego. To stanowisko filozoficzne zostało zainspirowane pracą badaczy AI i naukowców zajmujących się kognitywistyką w latach 1960. i zostało pierwotnie zaproponowane przez filozofów Jerry'ego Fodora i Hilary'ego Putnama.
Filozof John Searle scharakteryzował to stanowisko jako tzw. silną AI: Odpowiednio zaprogramowany komputer z właściwymi danymi wejściowymi i wyjściowymi miałby umysł w dokładnie takim samym sensie, w jakim mają umysły ludzie. Searle kwestionuje to twierdzenie swoim argumentem chińskiego pokoju, który próbuje wykazać, że nawet komputer zdolny do idealnego symulowania ludzkiego zachowania nie miałby umysłu.

## Sztuczna inteligencja na ludzkim poziomie
Połowa przepytanych ekspertów w 2014 roku uważała, iż istnieje 50% prawdopodobieństwo na osiągnięcie przez SI ludzkiego poziomu przed 2040 rokiem. W mniejszej ankiecie w 2013 roku 42% badaczy stwierdziło, że SI na ludzkim poziomie powstanie przed 2030 rokiem, a 67% – 2050 rokiem.
Wciąż brakuje naukowego konsensusu co do tego, czy maszyny mogą osiągnąć świadomość. Algorytmy sztucznej inteligencji mogą być programowane do symulowania zachowań, które ludzie uznają za inteligentne, ale to nie oznacza, że SI będzie świadoma. Świadomość jest złożonym zjawiskiem, który nawet w kontekście ludzkim nie jest jeszcze w pełni zrozumiały.
Grupa chińskich naukowców w pracy z 2015 roku ogłosiła, iż program komputerowy ich autorstwa osiągał lepszy wynik niż przeciętni ludzie (w tym dzieci) podczas testu IQ opartego na komunikatach werbalnych.
Również w roku 2015 amerykańscy badacze ogłosili stworzenie programu, który w zawodach z analizy danych pokonał 615 na 906 drużyn złożonych z ludzi.